# گلن بورویل
گلن بورویل (انگلیسی: Glenn Burvill؛ زادهٔ ۲۶ اکتبر ۱۹۶۲) بازیکن فوتبال اهل بریتانیا است.
از باشگاه‌هایی که در آن بازی کرده‌است می‌توان به باشگاه فوتبال فولام، باشگاه فوتبال وایت‌هاوک، باشگاه فوتبال ردینگ، باشگاه فوتبال وستهام یونایتد، و باشگاه فوتبال لوس اشاره کرد.